# باباحاجی (سیرجان)
باباحاجی روستایی در دهستان زیدآباد بخش زیدآباد شهرستان سیرجان استان کرمان ایران است.

## جمعیت
بر پایه سرشماری عمومی نفوس و مسکن در سال ۱۳۹۵ جمعیت این مکان ۱۳۴ نفر (۴۱خانوار) بوده‌است.